# Tarin Kowt

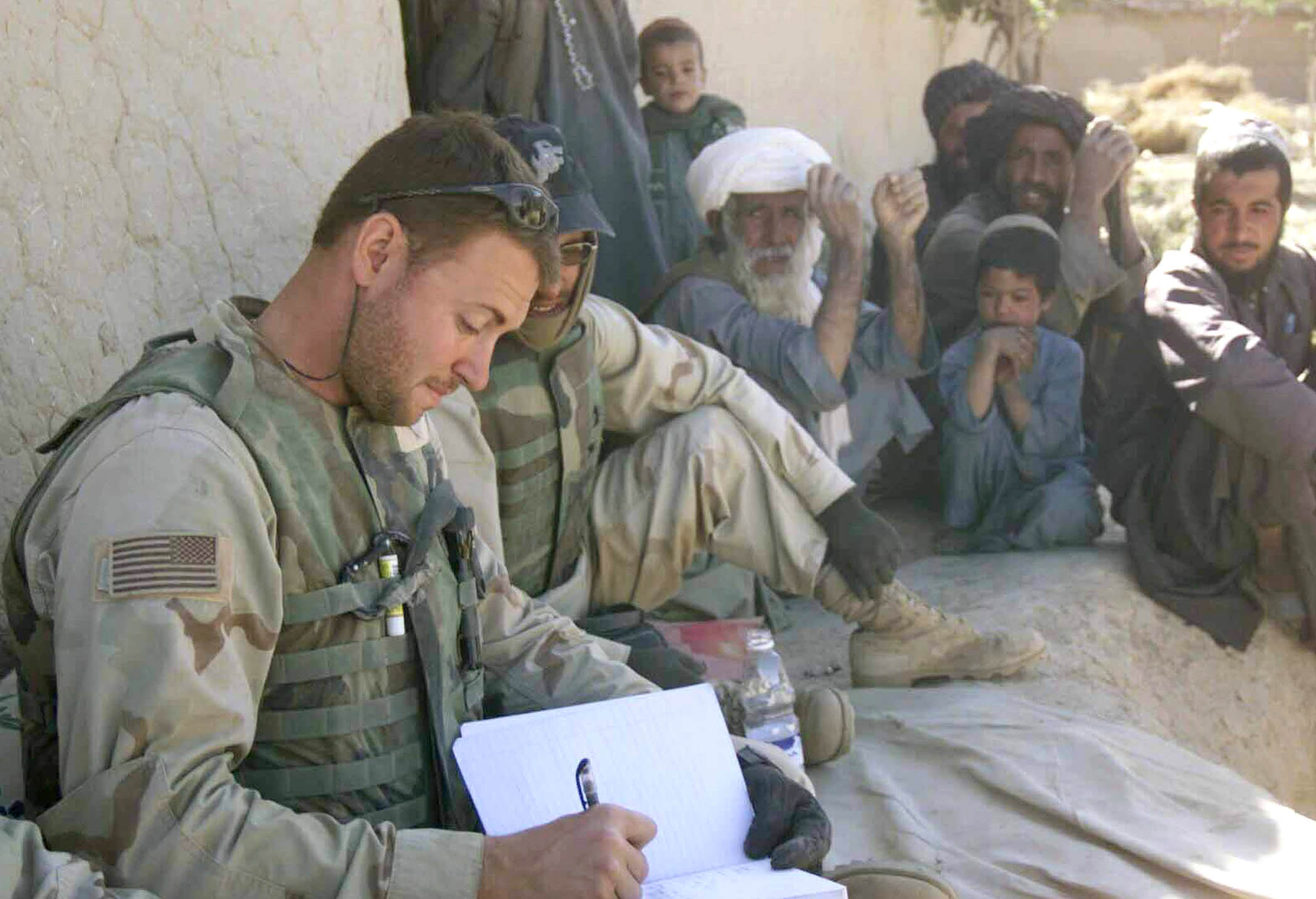
Militares en Tarin Kowt durante la Operación Ruiseñor (2004).

Tarin Kowt es la capital de la provincia de Urūzgān (también se escribe "Orūzgān") en el sur de Afganistán. Es una pequeña e indefinida ciudad de aproximadamente 7,000 habitantes, con 200 expendios en el bazar de la localidad, carente de empresas grandes.
Tarin Kowt está aislada, su única pista de aterrizaje está sobre la base militar de la OTAN, dirigida por el Equipo de Reconstrucción Provincial. Su único acceso hacia el exterior, es una carretera dañada e insegura con destino al sur de Kandahar. En el verano del 2006 la OTAN y las tropas afganas, establecieron la Base de operación delantero (FOB) Martello , cerca de esta vía. Por su parte, la armada de los Países Bajos asentó allí mismo el campamento Holanda.
- Datos: Q989293
- Multimedia: Tarin Kowt / Q989293